# Slavko Tiran
Slavko Tiran, slovenski novinar, * 25. maj 1915, Ljubljana, † 17. avgust 1995, Ljubljana.
Po osnovnem poklicu je bil radiotelegrafist. V NOB je sodeloval od 1943, 1944 je postal član Frontnega gledališča VII. korpusa. Nastopal je tudi v epizodnih vlogah v SNG na osvobojenem ozemlju. Po osvoboditvi je bil sprva upravnik ljubljanskih kinematografov, 1948 se je zaposlil na Radiu Ljubljana. Tiran je bil prvi redno zaposleni novinar, ki je na Radiu Ljubljana poročal o športnih dogodkih. Dekret o ustanovitvi posebnega športnega oddelka znotraj Radia je prejel 19. marca 1949. Športno uredništvo Radia je bila prva tovrstna enota na Slovenskem, saj se je pred njim s športnim novinarstvom ukvarjal samo časopis Polet. V petnajstih letih vodenja tega uredništva je Slavko Tiran kot mentor vsem takratnim najboljšim športnim novinarjem postavil temelje, na katerih nove generacije reporterjev še danes ustvarjajo športni program našega radia. Leta 1964 je postal urednik 1. in 2. programa Radia Ljubljana.
Večinoma skupaj z bratom Jožetom Tiranom, pa tudi sam je za Radio Ljubljana napisal več dramskih oddaj za otroke, v katerih je prikazal predvsem moralne in karakterne kvalitete domačih in tujih športnikov.
1. ↑  Slovenski gledališki leksikon (ur. Smiljan Samec). 1972.